# بوجا (إيطاليا)
بوجا، (بالإنجليزية: Buja)‏، هي (بلدية) في المنطقة الإيطالية فريولي فينيتسيا جوليا، وتقع على بعد حوالي 80 كيلومترا (50 ميل) شمال غرب ترييستي، وحوالي 20 كيلومترا (12 ميل) شمال غرب أوديني.

## السكان
في سنة 1871 بلغ عدد السكان 5٬606 نسمة، وتطور العدد ليصل في سنة 2011 لـ 6٬627 نسمة.
يظهر هذا المخطط البياني تطور النمو السكاني لـ بوجا (إيطاليا)

## توأمة
لبوجا (إيطاليا) اتفاقيات توأمة مع كل من:
- Domont [الإنجليزية]‏
- أبريليا
- فيلسبيبورغ